# Facciamo fiesta
Facciamo fiesta è un film del 1997, diretto da Angelo Longoni.

## Trama
Sandro è un cameraman che lavora per le tv private, Marco saltuariamente fa collaborazioni giornalistiche e accetta la proposta di un'agenzia turistica di partire per Cuba per realizzare una videocassetta pubblicitaria. A Cuba si deve incontrare con Sandro che è già sul posto per raccogliere materiale filmato. Conoscono Consuelo, una bella ragazza che lavora in un ristorante e su sua indicazione entrano in contatto con Antonio, un connazionale imbroglione che fa loro da guida e li informa sui cambiamenti sociali in atto a Cuba. Vengono coinvolti in una vicenda che li induce a cambiare idea sulla realtà sociale del paese.

## Riprese
Le riprese del film si svolsero a Roma nel rione di Trastevere nell'edificio della Spezieria di Santa Maria della Scala presso la Chiesa di Santa Maria della Scala e a Cuba. In alcune inquadrature della capitale cubana sono visibili le facciate della Cattedrale dell'Avana e del Museo della Rivoluzione, oltreché il Torreón de Cojímar.